# Bergshamra (Solna)
Bergshamra is een deel van de gemeente Solna, grenzend aan de hoofdstad Stockholm in Zweden.

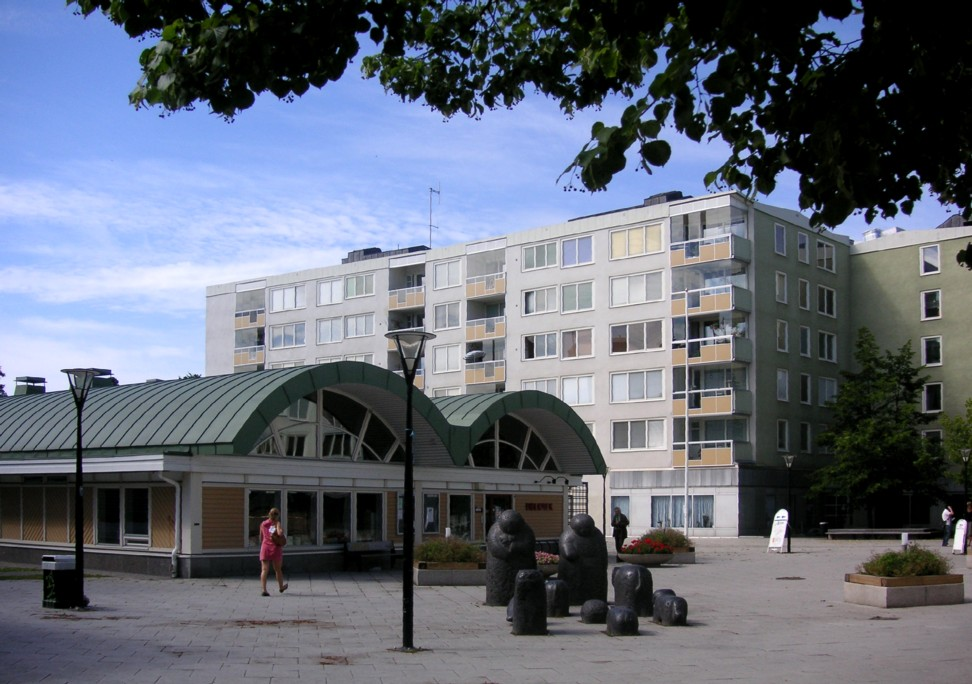
centrum